# نابرابری میانگین حسابی-هندسی

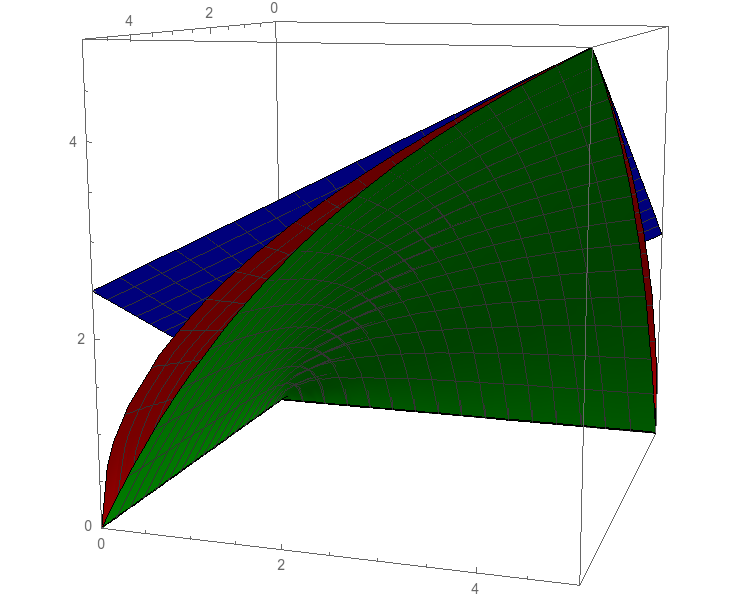
یک نابرابری میانگین حسابی هندسی

در ریاضیات، نابرابری میانگین حسابی-هندسی یا نابرابری تیریث، نابرابری‌ای است که در آن میانگین حسابی فهرستی از اعداد نامنفی حقیقی، بزرگتر یا مساوی میانگین هندسی آن اعداد است. این دو با هم برابر می‌شوند، اگر و تنها اگر همهٔ عبارات با یک‌دیگر برابر باشند.

## ریشه
میانگین حسابی فهرستی از n عدد است (x۱،  x۲،  .  .  .،  xn). حالت کسری تقسیم مجموع اعداد بر عدد n برابر است با:
{\displaystyle {\frac {x_{1}+x_{2}+\cdots +x_{n}}{n}}.}
میانگین هندسی شبیه مورد قبلی است، ولی تنها برای اعداد نامنفی حقیقی تعریف می‌شود. میانگین هندسی با جایگزینی ضرب و ریشه‌گیری به جای جمع و تقسیم در میان عبارات بالا به‌دست می‌آید:
{\displaystyle {\sqrt[{n}]{x_{1}\cdot x_{2}\cdots x_{n}}}.}
اگر x۱،  x۲،  .  .  .،  xn > ۰ باشند، با تابع نمایی میانگین حسابی لگاریتم‌های طبیعی اعداد برابر خواهد شد:
{\displaystyle \exp \left({\frac {\ln {x_{1}}+\ln {x_{2}}+\cdots +\ln {x_{n}}}{n}}\right).}

## نابرابری
اینک ما این نابرابری را با نمادهای ریاضی معرفی می‌کنیم، ما می‌توانیم هر فهرست n تایی از اعداد نامنفی حقیقی انتخاب کنیم. (x۱،  x۲،  .  .  . ،  xn)
{\displaystyle {\frac {x_{1}+x_{2}+\cdots +x_{n}}{n}}\geq {\sqrt[{n}]{x_{1}\cdot x_{2}\cdots x_{n}}},}
و حالت تساوی وقتی رخ می‌دهد؛ اگر و تنها اگر x۱ = x۲ = .  .  .  = xn باشند.

## اثبات‌ها

### اثبات به‌وسیلهٔ استقرای قهقرایی (استدلال کوشی)
اثبات زیر به‌طور مستقیم به قوانین حساب متکی است. این روش توسط آگوستین لویی کوشی مطرح شده و می‌توان این اثبات را در کورس ده آنالایز  وی یافت.

#### I) حالتی که همهٔ جملات با هم برابر باشند
وقتی که همهٔ جملات با هم برابر باشند:
{\displaystyle x_{1}=x_{2}=\cdots =x_{n}}
پس جمع آن‌ها nx۱، میانگین حسابی آن‌ها x۱ و عدد زیر رادیکال x۱n می‌باشد. هم‌چنین میانگین هندسی آن‌ها x۱ است؛ از این رو، نابرابری میانگین حسابی-هندسی برای این حالت اثبات می‌شود.

#### II) حالتی که همهٔ جملات با هم برابر نباشند
حالا حالتی که همه جملات باهم برابر نباشند مطرح می‌شود. باید نشان دهیم که میانگین حسابی اعداد از میانگین هندسیشان بیشتر است. بدیهی است، این حالت وقتی درست است که  n > ۱ باشد.
این حالت به‌طور قابل توجهی پیچیده‌تر است، به همین دلیل آن را در چند قسمت مورد بررسی قرار می‌دهیم.

### III) حالتی که n=۲ شود
اگر n = ۲، سپس دو جمله داریم، x۱ و x۲، بعد از آن (به وسیلهٔ فرضی که در اختیار داریم) همهٔ جملات با هم برابر نیستند، ما داریم:
{\displaystyle {\begin{aligned}x_{1}&\neq x_{2}\\[3pt]x_{1}-x_{2}&\neq 0\\[3pt]\left(x_{1}-x_{2}\right)^{2}&>0\\[3pt]x_{1}^{2}-2x_{1}x_{2}+x_{2}^{2}&>0\\[3pt]x_{1}^{2}+2x_{1}x_{2}+x_{2}^{2}&>4x_{1}x_{2}\\[3pt]\left(x_{1}+x_{2}\right)^{2}&>4x_{1}x_{2}\\[3pt]{\Bigl (}{\frac {x_{1}+x_{2}}{2}}{\Bigr )}^{2}&>x_{1}x_{2}\\[3pt]{\frac {x_{1}+x_{2}}{2}}&>{\sqrt {x_{1}x_{2}}}\end{aligned}}}
پس حکم اثبات می‌شود.

### IV) حالتی که n=2kشود
حالتی را در نظر بگیرید که n = ۲k باشد، وقتی که k عدد صحیح مثبتی باشد. ما به کمک استقرای ریاضی به اثبات این مورد می‌پردازیم.
برای پایه استقرا k = ۱ قرار می‌دهیم، بنابراین n = ۲ است. ما قبلاً نشان داده‌ایم نابرابری، وقتی که n = ۲ باشد،  ایجاد می‌شود. پس ما در گام استقرا مشکلی نداریم.
حال، فرض کنید که k > ۱ باشد، ما قبلاً نشان داده‌ایم نابرابری برای n = ۲k−۱ اتفاق می‌افتد، سپس با استفاده از مورد قبلی حالت n = ۲k را نیز اثبات می‌کنیم:
{\displaystyle {\begin{aligned}{\frac {x_{1}+x_{2}+\cdots +x_{2^{k}}}{2^{k}}}&{}={\frac {{\frac {x_{1}+x_{2}+\cdots +x_{2^{k-1}}}{2^{k-1}}}+{\frac {x_{2^{k-1}+1}+x_{2^{k-1}+2}+\cdots +x_{2^{k}}}{2^{k-1}}}}{2}}\\[7pt]&\geq {\frac {{\sqrt[{2^{k-1}}]{x_{1}x_{2}\cdots x_{2^{k-1}}}}+{\sqrt[{2^{k-1}}]{x_{2^{k-1}+1}x_{2^{k-1}+2}\cdots x_{2^{k}}}}}{2}}\\[7pt]&\geq {\sqrt {{\sqrt[{2^{k-1}}]{x_{1}x_{2}\cdots x_{2^{k-1}}}}{\sqrt[{2^{k-1}}]{x_{2^{k-1}+1}x_{2^{k-1}+2}\cdots x_{2^{k}}}}}}\\[7pt]&={\sqrt[{2^{k}}]{x_{1}x_{2}\cdots x_{2^{k}}}}\end{aligned}}}
وقتی در نابرابری اول، دو طرف با هم برابر می‌شوند که فقط هردوی موارد زیر درست باشند:
{\displaystyle x_{1}=x_{2}=\cdots =x_{2^{k-1}}}
{\displaystyle x_{2^{k-1}+1}=x_{2^{k-1}+2}=\cdots =x_{2^{k}}}
(in which case the first arithmetic mean and first geometric mean are both equal to x۱، and similarly with the second arithmetic mean and second geometric mean)؛ and in the second inequality, the two sides are only equal if the two geometric means are equal. Since not all ۲k numbers are equal، it is not possible for both inequalities to be equalities، so we know that:
{\displaystyle {\frac {x_{1}+x_{2}+\cdots +x_{2^{k}}}{2^{k}}}>{\sqrt[{2^{k}}]{x_{1}x_{2}\cdots x_{2^{k}}}}}
پس حکم اثبات می‌شود.

#### V) حالتی که n < 2kشود
اگر n توان طبیعی از عدد 2 نباشد، بنابراین واضح است که کمتر از برخی توان‌های طبیعی ۲ خواهد بود، چون عبارت ۲، ۴، ۸،... ، 2k,... تا بی‌نهایت ادامه دارد. از این رو، بدون از دست دادن کلیت، می‌شود عدد m را که توانی طبیعی از ۲ است و از n بزرگتر است؛ در نظر گرفت.
بنابراین، اگر n جمله داشته‌باشیم و میانگین حسابی را با حرف α نشان و فهرست جملات را گسترش می‌دهیم؛ در نتیجه:
{\displaystyle x_{n+1}=x_{n+2}=\cdots =x_{m}=\alpha .}
سپس داریم:
{\displaystyle {\begin{aligned}\alpha &={\frac {x_{1}+x_{2}+\cdots +x_{n}}{n}}\\[6pt]&={\frac {{\frac {m}{n}}\left(x_{1}+x_{2}+\cdots +x_{n}\right)}{m}}\\[6pt]&={\frac {x_{1}+x_{2}+\cdots +x_{n}+{\frac {m-n}{n}}\left(x_{1}+x_{2}+\cdots +x_{n}\right)}{m}}\\[6pt]&={\frac {x_{1}+x_{2}+\cdots +x_{n}+\left(m-n\right)\alpha }{m}}\\[6pt]&={\frac {x_{1}+x_{2}+\cdots +x_{n}+x_{n+1}+\cdots +x_{m}}{m}}\\[6pt]&>{\sqrt[{m}]{x_{1}x_{2}\cdots x_{n}x_{n+1}\cdots x_{m}}}\\[6pt]&={\sqrt[{m}]{x_{1}x_{2}\cdots x_{n}\alpha ^{m-n}}}\,,\end{aligned}}}
بنابراین
{\displaystyle {\begin{aligned}\alpha ^{m}&>x_{1}x_{2}\cdots x_{n}\alpha ^{m-n}\\[5pt]\alpha ^{n}&>x_{1}x_{2}\cdots x_{n}\\[5pt]\alpha &>{\sqrt[{n}]{x_{1}x_{2}\cdots x_{n}}}\end{aligned}}}
حکم اثبات می‌شود.

### اثبات‌های قدیمی و کلاسیک
ما باید آن را نشان دهیم:
{\displaystyle {\frac {x_{1}+x_{2}+\ldots +x_{n}}{n}}\geq \left(x_{1}x_{2}\ldots x_{n}\right)^{1/n}}
اگر {\displaystyle x_{i}\neq x_{j}} سپس هردوی {\displaystyle x_{i}} و {\displaystyle x_{j}} را با
{\displaystyle {\frac {x_{i}+x_{j}}{2}}} جایگرین می‌کنیم. سمت چپ تساوی تغییری نخواهد کرد، ولی
سمت راست نابرابری افزایش می‌یابد.
```

  

    

      

        

          

            
(

            

              

                

                  

                    
x

                    

                      
i

                    

                  

                  
+

                  

                    
x

                    

                      
j

                    

                  

                

                
2

              

            

            
)

          

          

            
2

          

        

        
−

        

          
x

          

            
i

          

        

        

          
x

          

            
j

          

        

        
=

        

          

            
(

            

              

                

                  

                    
x

                    

                      
i

                    

                  

                  
−

                  

                    
x

                    

                      
j

                    

                  

                

                
2

              

            

            
)

          

          

            
2

          

        

        
≥

        
0

      

    

    
{\displaystyle \left({\frac {x_{i}+x_{j}}{2}}\right)^{2}-x_{i}x_{j}=\left({\frac {x_{i}-x_{j}}{2}}\right)^{2}\geq 0}

  

```

بنابراین سمت راست بزرگترین مقدار خواهد شد وقتی که همهٔ {\displaystyle x_{i}}‌ها مساوی باشند.
{\displaystyle \mu ={\frac {x_{1}+x_{2}+\ldots +x_{n}}{n}}}،
این بزرگترین مقدار عبارت سمت راست است. پس به این نتیجه می‌رسیم:
{\displaystyle \left(x_{1}x_{2}\ldots x_{n}\right)^{1/n}\leq \left(\mu \mu \ldots \mu \right)^{1/n}=\mu ={\frac {x_{1}+x_{2}+\ldots +x_{n}}{n}}}

## واژه‌نامه
1. ↑  Inequality of arithmetic and geometric means
2. ↑  Cours d'analyse